# Arthur Chioro
Ademar Arthur Chioro dos Reis (n. 5 de diciembre de 1963) es un médico, profesor universitario y político brasileño afiliado al Partido de los Trabajadores. De febrero de 2014 a octubre de 2015 se desempeñó como ministro de salud en el gobierno de Dilma Rousseff.

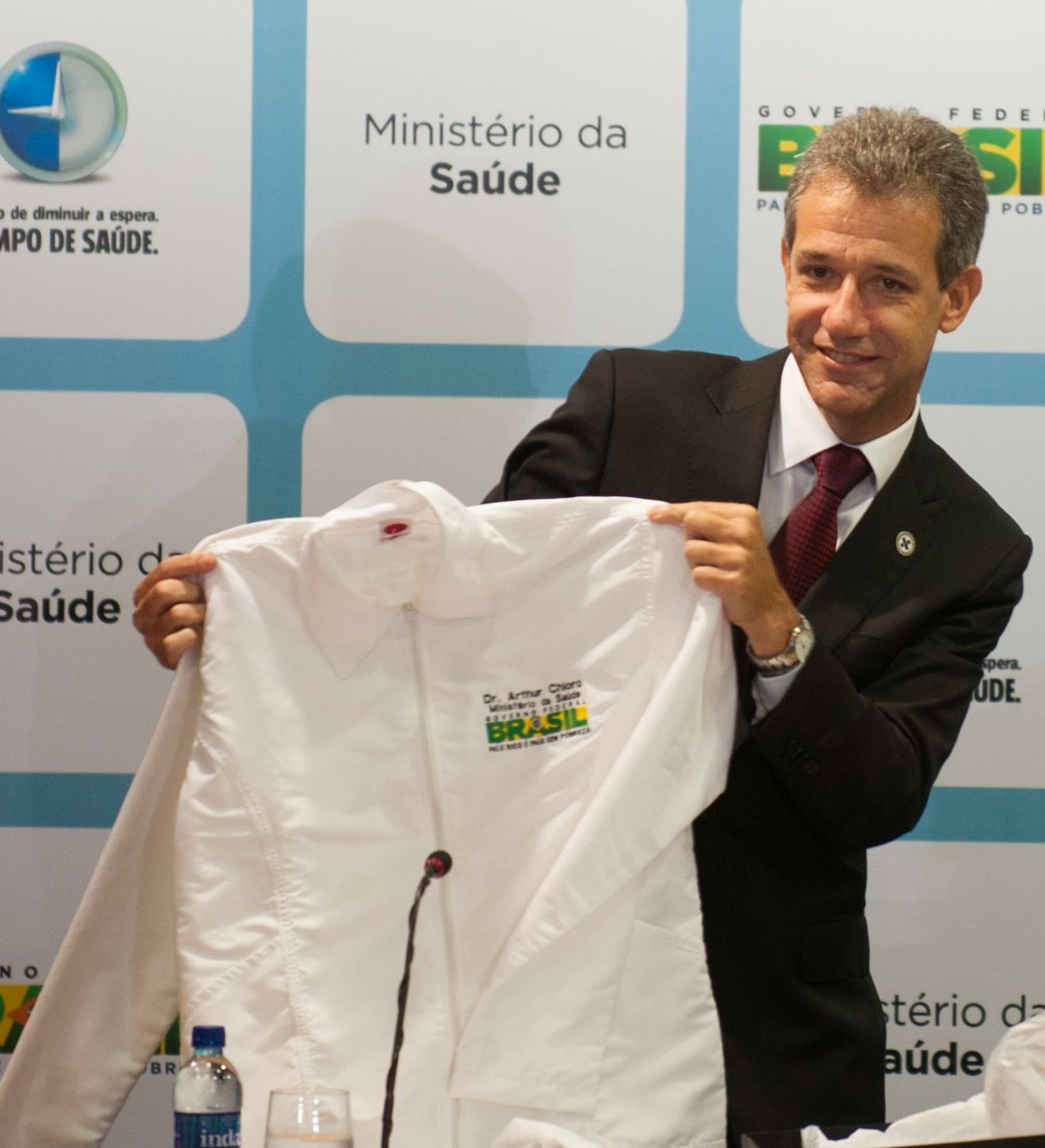
Arthur Chioro

## Biografía
Se licenció en medicina por la Universidad Central de Serra dos Órgãos (UniFESO), realizó una residencia médica en Medicina Preventiva y Social en la Facultad de Medicina de Botucatu, y obtuvo una maestría de la Universidad Estatal de Campinas y un doctorado de la Universidad Federal de São Paulo, ambos en salud colectiva. Chioro se identifica religiosamente como espiritualista. Antes de ser nombrado ministro de salud, Chioro fue secretario de salud del municipio de São Bernardo do Campo.
Chioro fue designado para el cargo de Ministro de Salud el 3 de febrero de 2014, pero el 21 de febrero fue exonerado del cargo de Ministro de Salud para ocupar el cargo de profesor en la Universidad Federal de São Paulo. El trámite fue parte de una solicitud burocrática, ya que no pudo asumir el cargo como docente ya en un cargo público, sin embargo, como docente, sí puede acumular el cargo de ministro. Por lo tanto, el nombramiento de Chioro como ministro de Salud se produjo después de asumir el cargo de docente. El Secretario de Trabajo y Gestión de la Educación Sanitaria, Mozart Sales, asumió el cargo de forma interina.
El 31 de diciembre de 2014 se confirmó su permanencia a cargo del ministerio tras la reelección de Dilma Rousseff, donde permaneció hasta el 29 de septiembre de 2015.